# حركة النادي النسائي
حركة النادي النسائي (بالإنجليزية: Woman's club movement)‏ كانت حركة النادي النسائي حركة اجتماعية حدثت في جميع أنحاء الولايات المتحدة ورسَّخت فكرة أن المرأة لديها واجبات ومسؤوليات أخلاقية لتغيير السياسة العامة. كانت المنظمات النسوية تعتبر دائمًا جزءًا من تاريخ الولايات المتحدة، إلا أنه لم يتم اعتبار هذه الحركة حتى «الحقبة التقدمية» كـ«حركة». بدأت الموجة الأولى من حركة النادي خلال الحقبة التقدمية من قبل النسويات البيض، من الطبقة المتوسطة، والبروتستانتية، والموجة الثانية من قبل النساء الأمريكيات من أصل أفريقي.

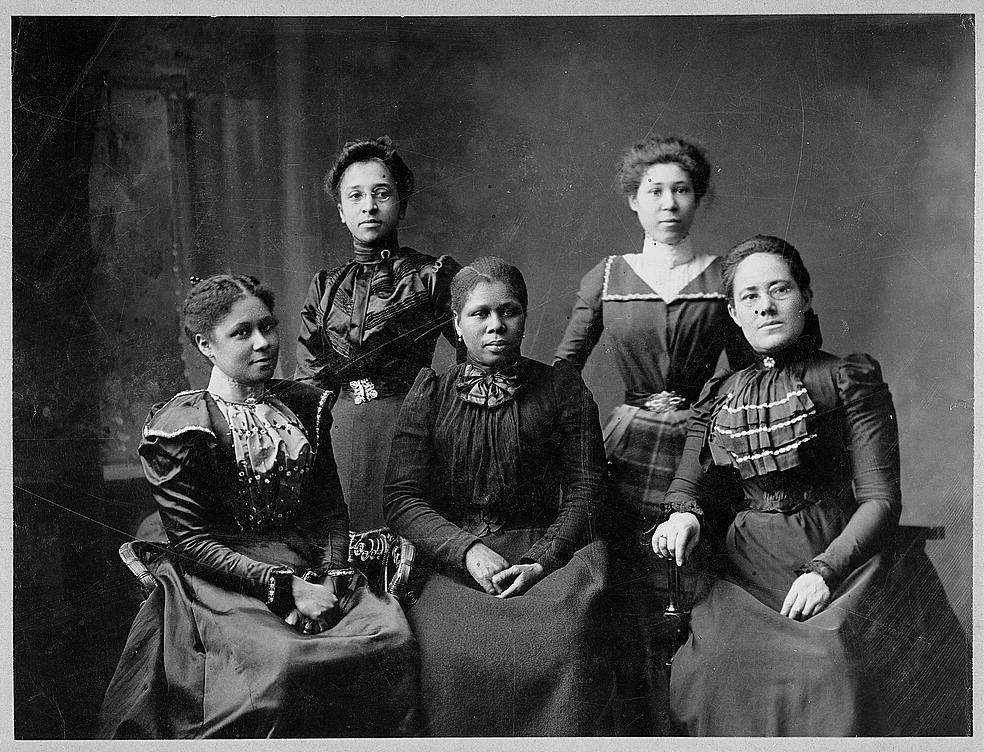

أصبحت هذه الأندية، التي بدأت معظمها كتجمعات اجتماعية وأدبية، في النهاية، مصدرًا لإصلاح قضايا مختلفة في الولايات المتحدة. مثل الإصلاح القانوني وحماية البيئة وإنشاء المكتبات وغيرها.

## حول النادي
أصبحت حركة النادي النسائية جزءًا من الإصلاح الإجتماعي [الإنجليزية] في الحقبة التقدمية، والذي انعكس في العديد من الإصلاحات والقضايا التي تناولها أعضاء النادي. ركزت العديد من أندية النساء على رفاهية مجتمعهن بسبب تجاربهن المشتركة في رعاية رفاهية الحياة المنزلية، وفقًا لمورين أ. فلاناغان. وغالبًا ما كان يُطلق على رعاية المجتمع «التدبير المنزلي المستقل». ومن خلال بناء فكرة التدبير المنزلي في البلدية، تمكنت النساء أيضًا من تبرير مشاركتهن في الحكومة. وفي وقت لاحق، في عام 1921، تصف أليس أميس وينتر كيف بدأت النساء في رؤية «منازلهن كوحدات يتم بناء المجتمع منها»، وربط الحياة المنزلية والحياة العامة. النوادي النسائية «رسخت فكرة أن على المرأة واجب ومسؤولية أخلاقية في تحويل وتحديد وتشكيل السياسة العامة». كما كانت أندية النساء «مدارس تدريب» للنساء اللواتي يرغبن في الانخراط في المجال العام. لقد ساعدن النساء على الوصول إلى كل من القوة الاجتماعية والسياسية.
ازداد الأعضاء في النادي النسوي بسبب قيام أعضاء آخرين برعاية أو ترشيح أعضاء جدد في المجموعة. غالبًا ما تنظم الأندية نفسها عن طريق لجنة أو قسم. أنشأت العديد من النوادي النسائية وتدار من قبل النسوة. واليوم، ظلت هذه النوادي موقعًا لاجتماعات النساء والتجمعات الأخرى. أنشأت بعض أندية النساء وتستمر في نشر المجلات والنشرات الإخبارية الخاصة بها.